# ニュースで学ぶ「現代英語」
『ニュースで学ぶ「現代英語」』（ニュースでまなぶげんだいえいご）は、NHKラジオ第2放送で2022年4月4日から平日に放送される語学番組である。CEFRではB2レベルに位置付けられている。

## 概要
従来から放送されていた『ニュースで英語術』『高校生からはじめる「現代英語」』を統合・発展解消させて放送開始する。
番組ではNHKワールド（NHKが運営する国際放送）で放送されている英語ニュース・情報番組を教材に、世界の動きを通して「英語の聴く・読む・話す力（読解力）」を養うことを目指す。
なお、この番組のテキストは存在しない。すべてWeb上にスクリプトが公開される。2024年度途中よりNHKゴガクアプリに対応し、「英文」「和文」「学習ポイント」「動画（放送後1週間のみ）」「音声」が掲載されるようになった。
2023年度から2024年度へ移行する際に大幅なリニューアルが実施される。米山明日香と秀島史香が降板した一方、クリスティ・ウェストが月曜日と火曜日の、トラウデン直美が新たにレギュラー出演となり、さらに前嶋和弘・大門小百合・竹下隆一郎の3人が週替わりの解説に加わった。
2025年度に一部がリニューアルがされ、竹下隆一郎が降板する一方、2024年度に単週で出演した高橋敏之と大島希巳江が新たに解説に加わった。また金曜日は「英語でディスカッションに参加できること」を目標に新しいニュースの紹介をせず、スピーキングに向けた学習を中心にする構成に変更された。

## 放送日時
（時刻はいずれもJST）

### 2022年度〜2024年度
（出典：）
- 生放送:月-金曜9:30-9:45
- 再放送:放送同日15:45-16:00
- 1週間分をまとめての再放送:日曜日22:00-23:15
※2024年度[8]より、ラジオ第2放送廃止へ向けた実証実験の一環として、FM放送での当日分再放送（月-金曜深夜・実際の日付は翌日に当たる火-土曜未明0:00-0:15）が行われる
- NHKネットラジオ らじる★らじる（PC、対応アプリ=NHK純正・互換アプリを含む）では、前番組までは放送した次週月曜日から1週間限定の聞き逃し配信を提供していたが、2022年からはその日の生放送終了後から直ちに聞き逃し配信を開始する。

### 2025年度〜
- 2025年度[9]
  - NHKラジオ第2　月曜日～金曜日　09:30 - 09:45（本放送）
  - NHKラジオ第2　月曜日～金曜日　11:45 - 12:00（再放送）
  - NHKラジオ第2　月曜日～金曜日　20:45 - 21:00（再放送）
  - NHKラジオ第2　土曜日　　　　　22:00 - 23:15（再放送）
  - NHKラジオFM　火曜日～土曜日　00:30 - 00:45（再放送）

## 講師

### 2022年度〜2023年度
（出典:）

#### 月曜、火曜、水曜
- 米山明日香（青山学院大学准教授）
- 秀島史香（ナビゲーター：ラジオDJ）
- トム・ケイン（パートナー：翻訳家）

#### 木曜、金曜
- 伊藤サム（元ジャパンタイムズ編集局長）
- 秀島史香（ナビゲーター：ラジオDJ）
- トム・ケイン（パートナー：翻訳家）

### 2024年度
（出典：）

#### 月曜、火曜
- 伊藤サム（元ジャパンタイムズ編集局長）
- クリスティ・ウェスト（パートナー）

#### 水曜、木曜、金曜
- トラウデン直美（MC）
- トム・ケイン（パートナー）

- 週替わりでの出演
  - 前嶋和弘（解説）
  - 大門小百合（解説）
  - 竹下隆一郎（解説）
  - 高橋敏之（解説、単週での出演）[11]
  - 大島希巳江（解説、単週での出演）[12]

### 2025年度
（出典：）

#### 月曜、火曜
- 週替わりでの出演
  - 伊藤サム（講師、総合監修）
  - 高橋敏之（講師）
- クリスティ・ウェスト（パートナー）

#### 水曜、木曜、金曜
- トラウデン直美（MC）
- トム・ケイン（パートナー）

- 週替わりでの出演
  - 前嶋和弘（講師）
  - 大門小百合（講師）
  - 大島希巳江（講師）

## エピソード

### 2024年度以前
- ニュースで学ぶ「現代英語」の過去のエピソードリスト - NHK を参照。

### 2025年度
| 話数（年度） | タイトル                                   | 講師       | 初放送日 (JST)        | 出典                   |
| ------------ | ------------------------------------------ | ---------- | --------------------- | ---------------------- |
| 1            | 富士山 “実は5センチ高かった”               | 伊藤サム   | 2025年03月31日        | [ 16 ]                 |
| 2            | オンラインカジノ 初の実態調査              | 伊藤サム   | 2025年04月01日        | [ 17 ]                 |
| 3            | フィリピン前大統領 ICCに引き渡し           | 大門小百合 | 2025年04月02日        | [ 18 ]                 |
| 4            | 飲食のインバウンド消費を3倍に              | 大門小百合 | 2025年04月03日        | [ 19 ]                 |
| 5            | 今週のスピーキング練習                     | 大門小百合 | 2025年04月04日        | [ 20 ]                 |
| 6            | 脊髄損傷 iPS細胞で運動機能改善             | 伊藤サム   | 2025年04月07日        | [ 21 ]                 |
| 7            | AIが95%書いた小説 雑誌に掲載               | 伊藤サム   | 2025年04月08日        | [ 22 ]                 |
| 8            | 米軍事作戦情報 民間アプリで共有か          | 前嶋和弘   | 2025年04月09日        | [ 23 ]                 |
| 9            | 福井県立大に“恐竜学部”開設へ               | 前嶋和弘   | 2025年04月10日        | [ 24 ]                 |
| 10           | 今週のスピーキング練習                     | 前嶋和弘   | 2025年04月11日        | [ 25 ]                 |
| 11           | ミャンマー大地震 被害拡大                  | 伊藤サム   | 2025年04月14日        | [ 26 ]                 |
| 12           | 三菱UFJ銀行 大卒初任給30万円に             | 伊藤サム   | 2025年04月15日        | [ 27 ]                 |
| 13           | 仏極右 ルペン前党首に有罪判決              | 大門小百合 | 2025年04月16日        | [ 28 ]                 |
| 14           | キャッシュレス決済 4割に                   | 大門小百合 | 2025年04月17日        | [ 29 ]                 |
| 15           | 今週のスピーキング練習                     | 大門小百合 | 2025年04月18日        | [ 30 ]                 |
| 16           | 韓国ユン大統領 失職                        | 高橋敏之   | 2025年04月21日        | [ 31 ]                 |
| 17           | 東大 70年ぶりに新学部                      | 高橋敏之   | 2025年04月22日        | [ 32 ]                 |
| 18           | “トランプ相互関税” 日本は24%               | 前嶋和弘   | 2025年04月23日        | [ 33 ]                 |
| 19           | ラピダス 7月ごろに先端半導体の試作品       | 前嶋和弘   | 2025年04月24日        | [ 34 ]                 |
| 20           | 今週のスピーキング練習                     | 前嶋和弘   | 2025年04月25日        | [ 35 ]                 |
| 21           | 大型連休中の旅行者 減少の見通し            | 伊藤サム   | 2025年04月28日        | [ 36 ]                 |
| 22           | iPS心筋細胞シート ベンチャー企業が承認申請 | 伊藤サム   | 2025年04月29日        | [ 37 ]                 |
| 23           | 大阪・関西万博 開幕                        | 大島希巳江 | 2025年04月30日        | [ 38 ]                 |
| 24           | タイで伝統の水かけ祭り                     | 大島希巳江 | 2025年05月01日        | [ 39 ]                 |
| 25           | 今週のスピーキング練習                     | 大島希巳江 | 2025年05月02日        | [ 40 ]                 |
| 26           | フランシスコ教皇葬儀 25万人がお別れ        | 伊藤サム   | 2025年05月12日        | [ 41 ]                 |
| 27           | 被爆者ら 核廃絶訴え世界各地を航海          | 伊藤サム   | 2025年05月13日        | [ 42 ]                 |
| 28           | 米ハーバード大 トランプ政権を提訴          | 前嶋和弘   | 2025年05月14日        | [ 43 ]                 |
| 29           | 中国で人型ロボットのマラソン大会           | 前嶋和弘   | 2025年05月15日        | [ 44 ]                 |
| 30           | 今週のスピーキング練習                     | 前嶋和弘   | 2025年05月16日        | [ 45 ]                 |
| 31           | アイルランド TikTokに制裁金                | 伊藤サム   | 2025年05月19日        | [ 46 ]                 |
| 32           | ネット利用 低年齢化と長時間利用進む        | 伊藤サム   | 2025年05月20日        | [ 47 ]                 |
| 33           | CIA 中国高官に機密提供呼びかけ             | 大門小百合 | 2025年05月21日        | [ 48 ]                 |
| 34           | コンビニ 外国人観光客向けに英語表記        | 大門小百合 | 2025年05月22日        | [ 49 ]                 |
| 35           | 今週のスピーキング練習                     | 大門小百合 | 2025年05月23日        | [ 50 ]                 |
| 36           | 漫画“鬼滅の刃”が能狂言に                   | 高橋敏之   | 2025年05月26日        | [ 51 ]                 |
| 37           | ビル・ゲイツ氏 ほぼ全財産で貧困対策        | 高橋敏之   | 2025年05月27日        | [ 52 ]                 |
| 38           | 新ローマ教皇にレオ14世                     | 前嶋和弘   | 2025年05月28日        | [ 53 ]                 |
| 39           | 富士登山 静岡県が規制条例を施行            | 前嶋和弘   | 2025年05月29日        | [ 54 ]                 |
| 40           | 今週のスピーキング練習                     | 前嶋和弘   | 2025年05月30日        | [ 55 ]                 |
| 41           | ムーディーズ 米格付けを引き下げ            | 伊藤サム   | 2025年06月02日        | [ 56 ]                 |
| 42           | 日産 国内工場の削減を検討                  | 伊藤サム   | 2025年06月03日        | [ 57 ]                 |
| 43           | “世界で一番貧しい大統領”死去               | 大島希巳江 | 2025年06月04日        | [ 58 ]                 |
| 44           | 三毛猫の毛の色の謎 ついに解明              | 大島希巳江 | 2025年06月05日        | [ 59 ]                 |
| 45           | 今週のスピーキング練習                     | 大島希巳江 | 2025年06月06日        | [ 60 ]                 |
| 46           | 長嶋茂雄さん 死去                          | 伊藤サム   | 2025年06月16日        | [ 61 ]                 |
| 47           | 株主総会 提案は過去最多に                  | 伊藤サム   | 2025年06月17日        | [ 62 ]                 |
| 48           | 備蓄米 販売の動き加速                      | 大門小百合 | 2025年06月18日        | [ 63 ]                 |
| 49           | イーロン・マスク氏 特別政府職員の任期終了  | 大門小百合 | 2025年06月19日        | [ 64 ]                 |
| 50           | 今週のスピーキング練習                     | 大門小百合 | 2025年06月20日        | [ 65 ]                 |
| 51           | 韓国イ・ジェミョン新大統領 始動            | 伊藤サム   | 2025年06月23日        | [ 66 ]                 |
| 52           | 天安門事件から36年                         | 伊藤サム   | 2025年06月24日        | [ 67 ]                 |
| 53           | LA 移民摘発で当局と市民が衝突              | 前嶋和弘   | 2025年06月25日        | [ 68 ]                 |
| 54           | 2024年の新生児 初の70万人割れ              | 前嶋和弘   | 2025年06月26日        | [ 69 ]                 |
| 55           | 今週のスピーキング練習                     | 前嶋和弘   | 2025年06月27日        | [ 70 ]                 |
| 56           | イスラエルとイラン 攻撃の応酬続く          | 高橋敏之   | 2025年06月30日        | [ 71 ]                 |
| 57           | JR東日本 新たな夜行特急列車を導入へ        | 高橋敏之   | 2025年07月01日        | [ 72 ]                 |
| 58           | USスチール買収計画 “承認”                  | 大門小百合 | 2025年07月02日        | [ 73 ]                 |
| 59           | タイ インド人の結婚式を誘致                | 大門小百合 | 2025年07月03日        | [ 74 ]                 |
| 60           | 今週のスピーキング練習                     | 大門小百合 | 2025年07月04日        | [ 75 ]                 |
| 61           | 沖縄戦から80年 「慰霊の日」                | 伊藤サム   | 2025年07月07日        | [ 76 ]                 |
| 62           | 米 学生ビザの面接再開へ                    | 伊藤サム   | 2025年07月08日        | [ 77 ]                 |
| 63           | 自転車交通違反に“青切符”導入へ             | 大島希巳江 | 2025年07月16日        | [ 78 ]                 |
| 64           | 茶道×地震 外国人向けの新しい防災イベント   | 大島希巳江 | 2025年07月17日        | [ 79 ]                 |
| 65           | 今週のスピーキング練習                     | 大島希巳江 | 2025年07月18日        | [ 80 ]                 |
| 66           | パリ セーヌ川で100年ぶりに遊泳解禁         | 伊藤サム   | 2025年07月21日        | [ 81 ]                 |
| 67           | 王谷晶さんに日本人初の英ダガー賞           | 伊藤サム   | 2025年07月22日        | [ 82 ]                 |
| 68           | トランプ関税“日本に25%”                    | 前嶋和弘   | 2025年07月23日        | [ 83 ]                 |
| 69           | ダライ・ラマ14世“輪廻転生は継続”           | 前嶋和弘   | 2025年07月24日        | [ 84 ]                 |
| 70           | 今週のスピーキング練習                     | 前嶋和弘   | 2025年07月25日        | [ 85 ]                 |
| 71           | トランプ大統領 対ロ姿勢を転換              | 伊藤サム   | 2025年07月28日        | [ 86 ]                 |
| 72           | ウィンブルドン車いすテニス 小田凱人が優勝  | 伊藤サム   | 2025年07月29日        | [ 87 ]                 |
| 73           | 航空機バードストライク “最も危険な鳥”急増  | 大島希巳江 | 2025年07月30日        | [ 88 ]                 |
| 74           | 生成AIの個人利用 米中と比べ低水準          | 大島希巳江 | 2025年07月31日        | [ 89 ]                 |
| 75           | 今週のスピーキング練習                     | 大島希巳江 | 2025年08月01日        | [ 90 ]                 |
| 76           | 中国 日本産水産物449種の輸入を許可         | 高橋敏之   | 2025年08月04日        | [ 91 ]                 |
| 77           | “世界最大のデジカメ”で星雲を撮影           | 高橋敏之   | 2025年08月05日        | [ 92 ]                 |
| 78           | ウクライナ 日本の地雷探知機の研修          | 大門小百合 | 2025年08月06日        | [ 93 ]                 |
| 79           | ツバル 国民の半数が豪に移住申請            | 大門小百合 | 2025年08月07日        | [ 94 ]                 |
| 80           | 今週のスピーキング練習                     | 大門小百合 | 2025年08月08日        | [ 95 ]                 |
| SP1          | 戦後80年 英語でたどる平和の声              | 前嶋和弘   | 2025年08月13日        | [ 注 1 ] [ 96 ] [ 97 ] |
| 81           | 広島 原爆投下から80年                      | 伊藤サム   | 2025年08月25日 (予定) | [ 98 ]                 |
| 82           | 山梨 シャインマスカット出荷始まる          | 伊藤サム   | 2025年08月26日 (予定) | [ 99 ]                 |
| 83           | 米 原爆開発の町で平和祈る式典              | 前嶋和弘   | 2025年08月27日 (予定) | [ 100 ]                |